# Moelingen
Moelingen (Frans: Mouland) is een dorp en deelgemeente van de faciliteitengemeente Voeren in de Belgische provincie Limburg. Het was een zelfstandige gemeente tot aan de gemeentelijke herindeling van 1977.
Het is de meest westelijke deelgemeente van Voeren en gelegen in het Maasdal, aan het riviertje de Berwijn, dat iets verder westwaarts uitmondt in de Maas. Aan de (westelijke) overkant van de Maas bevinden zich het zuidelijke uiteinde van het Plateau van Caestert en het dorp Lieze. De noordkant van Moelingen ligt tegen de grens met Nederland aan, iets ten zuiden van Eijsden. Ten zuiden van Moelingen ligt de stad Wezet (provincie Luik).

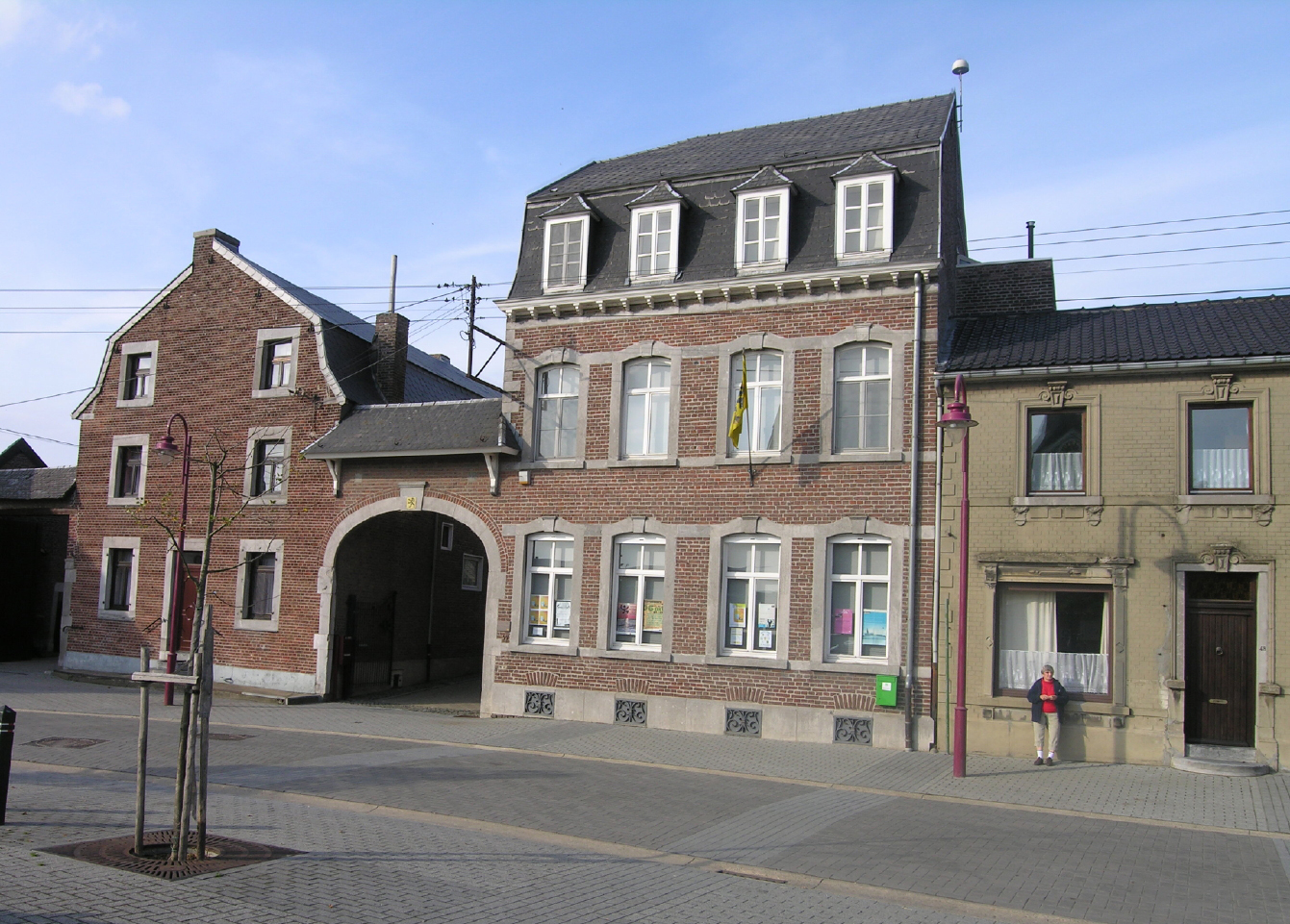
Stijlvolle Moelingse huizen

## Geschiedenis
Moelingen maakte tot aan de Franse Revolutie deel uit van het graafschap Dalhem. In 1314 werd het een heerlijkheid, achtereenvolgens in bezit van de families De Molinghe, Rysack (1375), Van Elven alias De Navagne (15e eeuw), en De Ryckel (1675). Het grootste deel van de tienden kwam aan de heren van Bombaye, en ook het kapittel van de Onze-Lieve-Vrouwekerk te Maastricht had er bezittingen.
Bij de annexatie van de Zuidelijke Nederlanden door de Franse Republiek werd Moelingen in 1795 opgenomen in het toen gevormde departement Ourthe. Na de Franse tijd werd dit de Nederlandse, vanaf 1830 Belgische, provincie Luik. In 1962, na de vaststelling van de taalgrens, ging Moelingen over naar de provincie Limburg.

### Situatie in 1830
Bij de onafhankelijkheid van België inventariseerde geograaf Philippe Vandermaelen in dit dorp 80 landelijke woningen,  een kerk, een molen, een brouwerij en een distilleerderij. Er waren 436 inwoners. Gezien er geen school was bezochten de kinderen de scholen van de buurdorpen. Het inventaris omvat verder details over de natuurlijke omgeving, bodems, landbouwproductie en veestapel. Ook het wegennetwerk werd beschreven.

### Eerste Wereldoorlog
In augustus 1914 bouwden Duitse genietroepen er een brug (ter hoogte van Lieze), waarlangs Duitse troepen de Maas overstaken. Een deel van die troepen werd ingezet om Luik te omsingelen. Andere eenheden trokken verder België binnen. Op 5 augustus staken Duitse soldaten het dorp in brand, als wraak voor vermeend verzet van zogenaamde francs-tireurs. 73 van de 173 huizen gingen in de vlammen op en vier inwoners werden gedood. In het legerkamp buiten het dorp werden nog minstens twaalf burgers uit andere dorpen vermoord, onder wie oud-wielrenner Marcel Kerff. Nederlandse fotografen waagden zich niet ver over de grens om verslag uit te brengen over de oorlog in België. De wreedheden die dieper in België werden begaan, raakten zo pas later bekend in het buitenland. Foto's van Moelingen werden echter al in de eerste oorlogsweken over de hele wereld verspreid. Een groot deel van de bevolking vluchtte naar Nederland. Velen van hen bleven daar in kampen tot de oorlog voorbij was. Op 10 november 1918 stak de Duitse keizer Wilhelm II per auto de grens over van Moelingen naar Withuis in het neutrale Nederland.

## Demografische ontwikkeling
- Bronnen:NIS, Opm:1831 tot en met 1970=volkstellingen; 1976 = inwoneraantal op 31 december

## Bezienswaardigheden

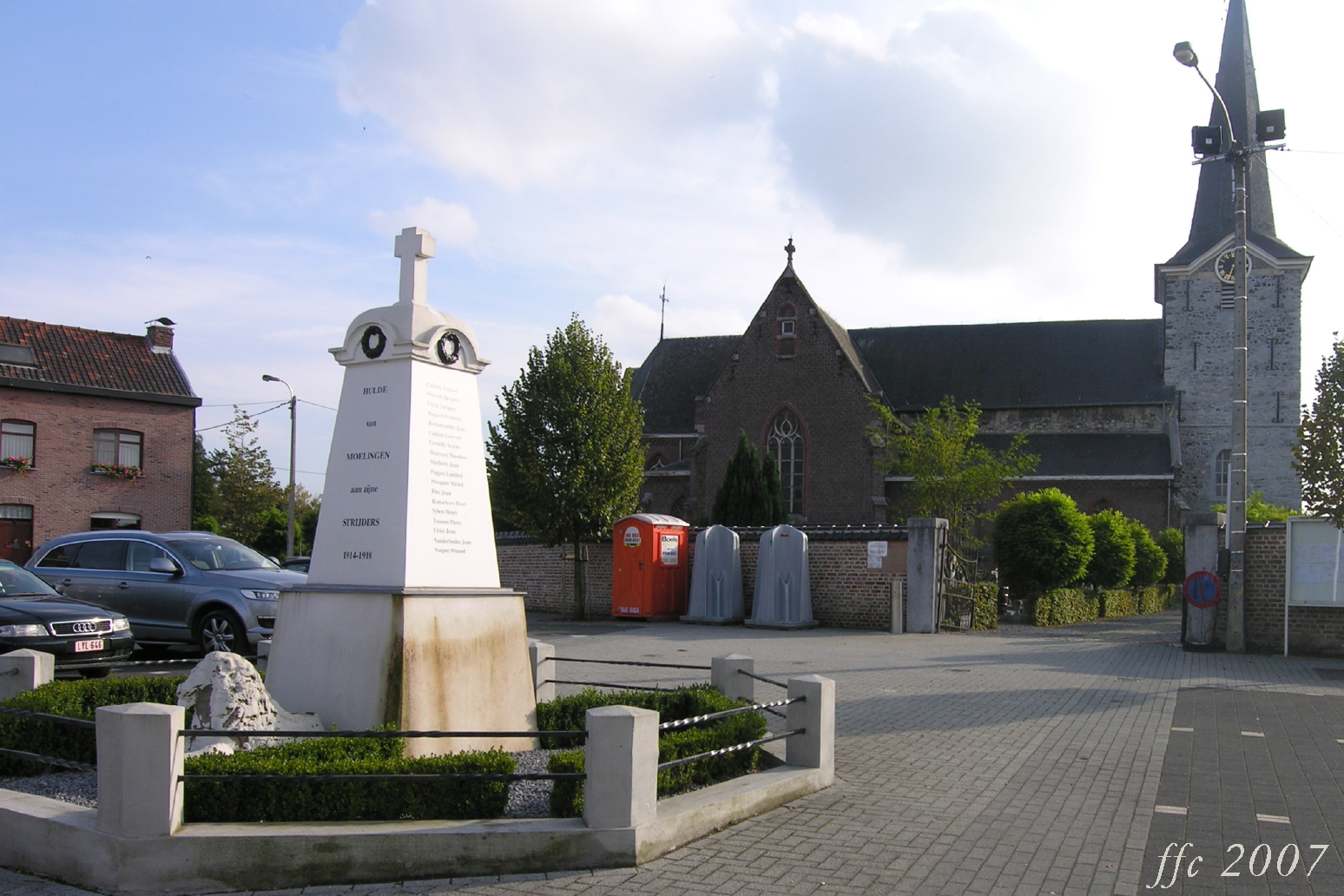
Kerk en kerkplein

- In Moelingen bevindt zich de 14e-eeuwse Onze-Lieve-Vrouw-Ten-Hemel-Opnemingskerk in Maasgotiek, die nog een romaanse toren uit de 12e eeuw heeft.
- Diverse gesloten bakstenen hoeven, zoals:
  - Huis op de Bijs, aan Bijsstraat 21, was van 1634-1674 een hospitaal. Enkele gedeelten uit de tweede helft van de 17e eeuw zijn nog aanwezig.
- Meisjesschool van 1911, vroeger beheerd door de zusters ursulinen.
- Restanten van de Elvenschans, een voormalig Spaans fort van 1643.

## Evenementen
- Net als in andere dorpen langs de Maas tussen Luik en Maastricht wordt er in het najaar sinds oudsher ganskappen georganiseerd. Om beurt proberen geblinddoekte dorpelingen met een groot mes een gedode gans te onthoofden. In Moelingen is dit jaarlijks op 7 september[5]
- Carnaval: carnavalszitting, carnavalsoptocht op carnavalsmaandag, djimmerverbranne op aswoensdag
- Pleinfeesten op 14 en 15 augustus
- Septemberkermis, valt altijd in het eerste weekend van september sinds 1898, georganiseerd door Feestcomité De Stoet[6]

## Verenigingen
- Feestcomité De Stoet, opgericht in 1898
- Jeunesse de Mouland
- Gezinsbond Moelingen
- Carnavalsvereniging de Djimmers, opgericht in 1973

## Natuur en landschap
Moelingen ligt in het Maasdal en in het dal van de Berwijn, op een hoogte van ongeveer 58 meter. Ten westen van Moelingen loopt de Maas, met de monding van de Berwijn, en parallel daaraan de autosnelweg en de spoorweg van Maastricht naar Luik. Naar het zuiden toe vindt men het bedrijventerrein van Wezet.

### Overstromingen Berwijn
De Berwijn treedt in Moelingen regelmatig buiten haar oevers, de laatste keren in 1998, 2018 en 2021. De Berwijn bereikte ook een aantal keer het alarmpeil zoals in 2019 en 2022.
Op 17-18 mei 2024 werd Moelingen getroffen door een zware overstroming doordat de Berwijn na hevige regenval buiten de oevers trad.

## Sport
Voetbalclub SK Moelingen is aangesloten bij de Belgische Voetbalbond en actief in de provinciale reeksen.

## Geboren te Moelingen
- Jean Ulrici sr. ( - 1940), krijgsgevangene, overleden in het kamp van Altengrabow
- Jean Ulrici jr. (1925 - 2009), burgemeester van Moelingen (1964-1970) en schepen van de fusiegemeente Voeren van 1976 tot 1982
- Léon Semmeling (1940-2024), voetballer en voetbalcoach

## Verbonden met Moelingen
- Marcel Kerff (1866-1914), wielrenner, vermoord te Moelingen door Duitse soldaten
- Wielrenner Philippe Gilbert was gehuwd met Patricia Zeevaert uit Moelingen[15]

## Nabijgelegen kernen
Wezet (Visé), Lieze (Lixhe) (aan de overzijde van de Maas), Eijsden, Mariadorp, Mesch, 's-Gravenvoeren, Berneau.
Voorts ligt in de omgeving van Moelingen de buurtschap Withuis.
Deelgemeenten: 's-Gravenvoeren · Moelingen · Remersdaal · Sint-Martens-Voeren · Sint-Pieters-Voeren · Teuven

Overige kernen: Berg · Drink · Gieveld · Hagelstein · Ketten · Knap · Krindaal · Nurop · Obsinnich · Peerds · De Plank · Reesberg · Rullen · Schilberg · Schophem · Schoppemerheide · Sinnich · Snauwenberg · Stroevenbos · Swaan · Ulvend · Veld · Veurs

Belgische gemeenten · Arrondissement Tongeren · Limburg · Vlaanderen